# コンテスタビリティ理論
コンテスタビリティ理論（英: contestability theory）とは、規制改革の一つの理論的支柱である。多額の初期投資を要する産業において、初期投資を要する資本について、適正な価格において既存業界から新規参入業界が貸借できる環境が整備されることで、価格競争を起こさせて、市場競争となり、社会の余剰が最大化されるという理論。（競争可能性理論）

## 米国鉄道の破綻と再生
アメリカ合衆国の鉄道では、鉄道が特定の資本に独占された結果、内陸水運は価格競争を仕掛けられて退出し、大口顧客を優遇する一方で一般向けの運賃は値上げされ、国民にとって不利益となる方向に進んでしまった。これは米国民の怒りを買い、政府は鉄道に2つの“足かせ”を付けた。
　一つは独占禁止法とFTC(連邦取引委員会 Federal Trade Commission)。これでルールが決められ破壊的な競争には審判が判定を下すようになった。もう一つはICC（州際通商委員会 Interstate Commerce Commission）。これは鉄道事業やトラック運送に厳しい規制をかけた。運賃や輸送ルート、廃線などすべて政府の認可が必要になった。こうして破壊的な競争は抑えられた。
　ところが、厳しい規制で米国の民営鉄道経営が硬直化して立ち行かなくなり、1970年代からが次々に破綻した。破綻した鉄道は政府が買い上げて国有化し、Amtrak（アムトラック：全米鉄道旅客公社）やConrail（コンレール：統合鉄道公社）となった。
　1978年の航空規制緩和法（Airline Deregulation Act）、1980年 スタガーズ鉄道法（Staggers Rail Act of 1980）と自動車運送事業者法（ Motor Carrier Act of 1980）が施行され、その後ICCは解体。規制は大幅に撤廃され、海運・鉄道・トラックが連携するインターモーダル輸送が6倍に成長した。運賃が下がり鉄道で運ばれる貨物は増え、1990年から国内貨物のコンテナ化と国際輸送との統合が進み、生産性はさらに上がり鉄道の収益も増加した。スタガーズ鉄道法以降、アメリカの貨物鉄道の生産性は向上し、運賃は下がり、輸送量は増えた。
　その結果、国有化されたConrailも息を吹き返し民営に戻り、さらに米国全体の物流コストや物価が下がり、国の競争力や国民の生活も向上した。独禁法とFTCは破壊的な競争への監視や対応を続けている。この規制緩和の根拠となったのが「コンテスタビリティ理論」である。

## 価格競争の留意点
適正な価格で既存業界から新規参入業界へ貸与できる環境整備
（既存業界としては、貸借料を釣り上げることで、実質的に新規参入障壁を築くことが可能となる）。
このために、行政府が適正な価格付けをできる必要があるため、法整備が必要となる。

## 実例

### アメリカ合衆国
- 鉄道、道路輸送、航空、高速道路、パイプライン

### イギリス
- 鉄道

### 日本
- 移動体通信事業者、MVNO、電力自由化、ガス自由化